# Calvignac
Calvignac is een gemeente en dorp in het departement Lot, op de rand van de diep uitgesleten rivierbedding van de Lot.
Het dorp Calvignac ligt 80 meter boven rivierniveau, op de rand van de rotsen. Qua ligging is het vergelijkbaar met het uitermate toeristische Saint-Cirq-Lapopie, maar Calvignac is veel minder toeristisch.
Calvignac is klein, met maar weinig huizen. Een oud stuk van de ommuring van destijds onttrekt een aantal middeleeuwse huizen aan het oog. Calvignac heeft door de dorpsgemeenschap zelf gerestaureerd kerkje.
De ligging van Calvignac, op een hoge ontoegankelijke rots in een bocht van het Lot-dal, maakte de plaats ideaal voor het vestigen van een burcht. Vanaf de 10e eeuw heeft hier een castrum gestaan, een voor de omgeving zeer belangrijke fortificatie.

## Geografie

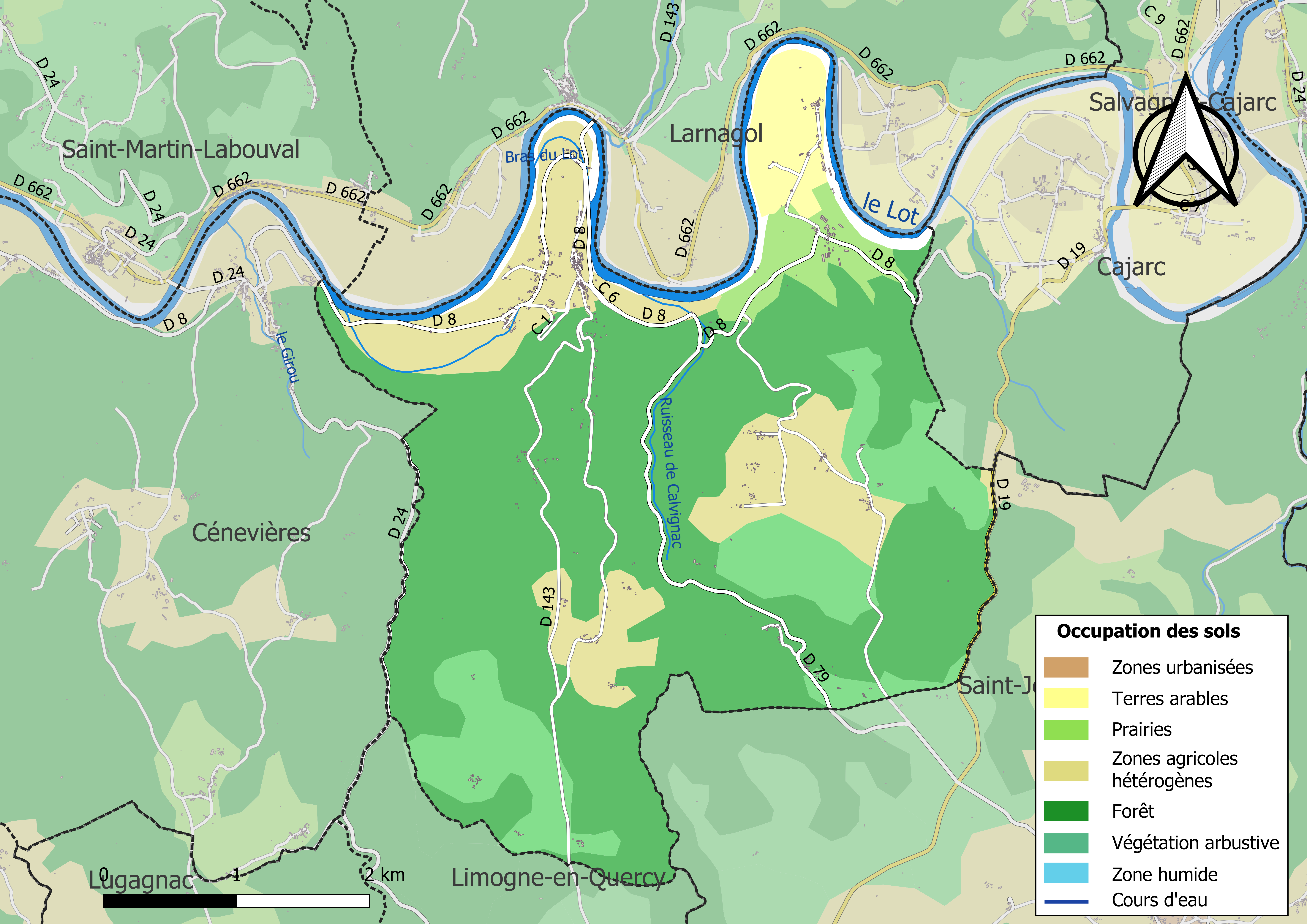
Kaart van de gemeente met de belangrijkste infrastructuur, bodemgebruik en omliggende gemeenten

## Demografie
Onderstaande figuur toont het verloop van het inwonertal (bron: INSEE-tellingen).

1. ↑  Populations de référence 2022.